# Cophopodisma pyrenaea
Cophopodisma pyrenaea är en insektsart som först beskrevs av Fischer 1853.  Cophopodisma pyrenaea ingår i släktet Cophopodisma och familjen gräshoppor. Inga underarter finns listade i Catalogue of Life.